# Brian White (Fußballspieler)
Brian White (* 3. Februar 1996 in Flemington, New Jersey) ist ein US-amerikanischer Fußballspieler auf der Position eines Stürmers.

## Karriere
White begann seine fußballerische Karriere bei der Players Development Academy, einer Akademie für junge talentierte Fußballspieler in den USA. 2014 wechselte er im Alter von 18 Jahren in die Duke University bzw. in das Fußballteam der Universität, den Duke Blue Devils. 2018 wechselte er nach New York zu den New York Red Bulls, wo er gleichzeitig in deren zweiter Mannschaft spielte. Sein Debüt in der Major League Soccer gab er am 19. August 2018 gegen die Vancouver Whitecaps (2:2). Bis zum Saisonende 2019 machte er für die Roten Bullen 24 Spiele und neun Tore. Für die zweite Mannschaft brachte er es in der Zeit auf elf Tore in 28 Spielen. In der Saison 2020 lief er in insgesamt 19 Spielen auf, wobei er sechsmal traf.
Nach fünf Spielen in der neuen Saison, wechselte er zum Ligakonkurrenten Vancouver Whitecaps. Am 19. Juni 2021 (8. Spieltag) debütierte er für die Caps in der Startelf und schoss bei der 1:3-Niederlage gegen Real Salt Lake City direkt sein erstes Vereinstor. Insgesamt traf er in der Saison 2021 zwölfmal in 27 Einsätzen.

## Erfolge
- MLS Supporters’ Shield: 2017/18